# C. A. L. Totten
Charles Adiel Lewis Totten (3 de febrero de 1851 - 12 de abril de 1908) fue un oficial militar estadounidense, profesor de tácticas militares, un escritor prolífico y un influyente defensor temprano del israelismo británico.

## Familia
Charles Totten nació en New London, Connecticut en una familia de militares. Su padre, James Totten, era teniente primero en el ejército y se convertiría en general de brigada en la milicia de Misuri durante la guerra civil estadounidense. Era el abuelo del teniente general William P. Ennis, quien sirvió durante la Segunda Guerra Mundial y la Guerra de Corea. No estaba directamente relacionado con el general de división de Brevet Joseph Gilbert Totten, quien fue Jefe del Cuerpo de Ingenieros del Ejército de los Estados Unidos de 1838 a 1864.
El hermano de Totten, John Reynolds Totten, se graduó en West Point en 1878, fue ascendido a primer teniente en 1886 y renunció al ejército el 1 de abril de 1891. Después de dejar el ejército, siguió sus intereses en la genealogía y las sociedades hereditarias.
Totten fue nombrado miembro de la Academia Militar de los Estados Unidos en West Point el 1 de septiembre de 1869. Un año después, su padre fue despedido del ejército por mala conducta.

## Carrera militar

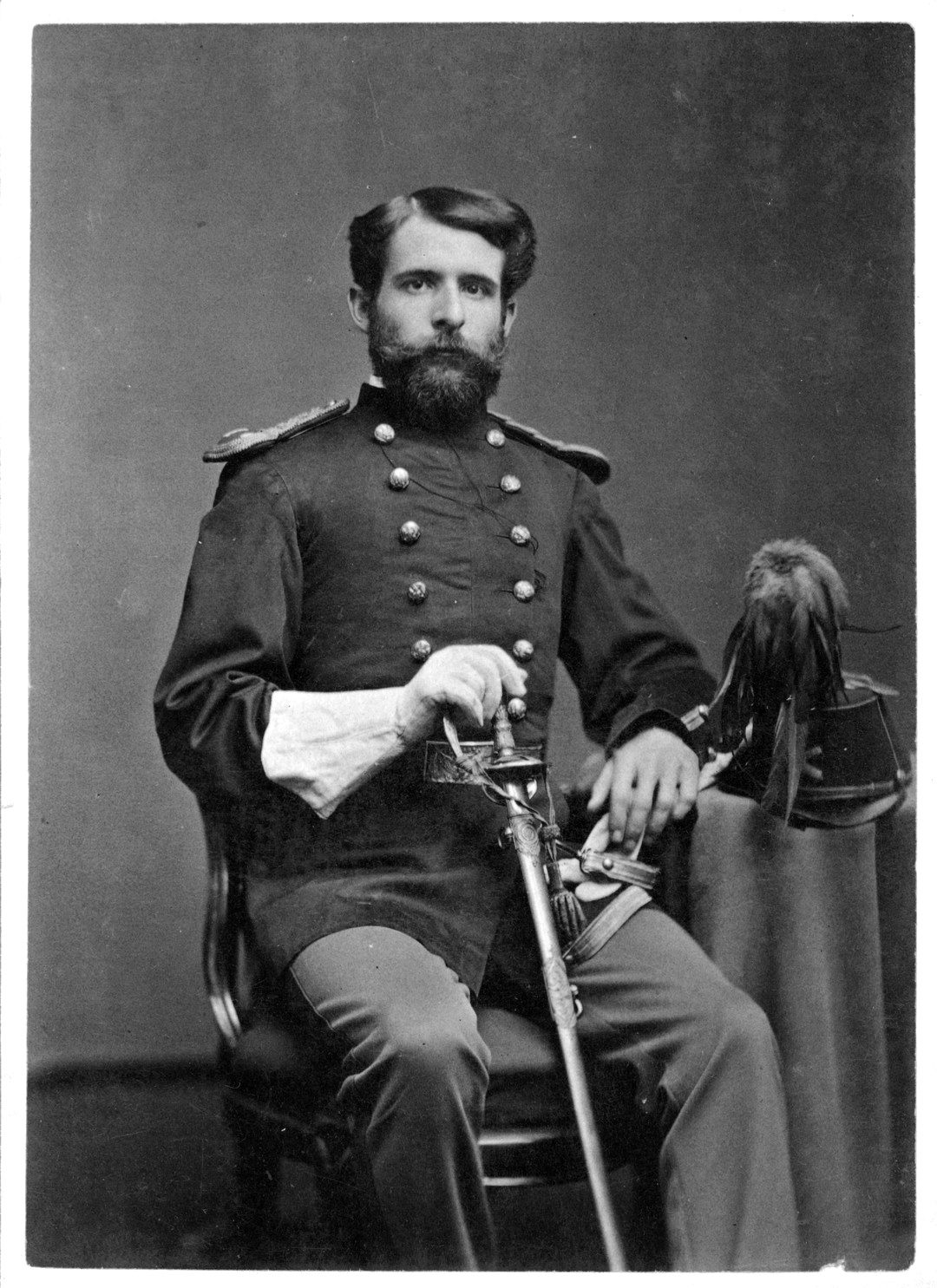
Charles AL Totten, ca. 1875

Totten se graduó de West Point (donde había sido un estudiante de honor) en junio de 1873. Fue comisionado como segundo teniente en el 4.º Regimiento de Artillería. Fue ascendido a primer teniente al año siguiente. Sin embargo, no volvería a ser ascendido debido a los lentos ascensos en el Ejército posterior a la Guerra Civil.
Enseñó ciencias y tácticas militares en Massachusetts Agricultural College, (ahora conocida como la Universidad de Massachusetts Amherst) desde 1875 hasta 1878. En esta asignación introdujo la esgrima como un deporte universitario.
Charles Totten y W. R. Livermore son los primeros en llevar la práctica de los juegos de guerra desde Alemania a los Estados Unidos. El libro de Totten Strategos, uno de los primeros sistemas de juegos de guerra modernos en los Estados Unidos, se publicó en 1880.
En 1881 Totten participó en la Campaña Chiricahua contra los Apaches en Arizona. Por este servicio, Totten tenía derecho a recibir la Medalla de la Campaña India cuando se estableció en 1907.
Estuvo destinado en Fort Adams en Newport, Rhode Island desde el 9 de noviembre de 1882 hasta el 1 de agosto de 1883. Luego se desempeñó como profesor de ciencia y tácticas militares en la Cathedral School of St. Paul en Nueva York desde el 4 de agosto de 1883 hasta el 21 de abril. , 1886. Fuerte oponente del Sistema Métrico, patentó un sistema de pesos y medidas en 1884.
Fue asignado nuevamente a Fort Adams, además de servir como asesor en los campamentos de la milicia de Rhode Island, desde el 30 de mayo de 1886 hasta el 1 de octubre de 1889. Su última asignación en el ejército fue como profesor de ciencia y táctica militar en la Universidad de Yale de 1 de agosto de 1889 hasta 1892.

## Redacción y publicación
Después de un permiso de ausencia, Totten renunció a su cargo en agosto de 1893 y se estableció en Milford, Connecticut, con su oficina en New Haven. Dedicó la mayor parte de su vida restante a escribir, principalmente sobre cronología bíblica, profecía bíblica, la Gran Pirámide, el israelismo británico, el simbolismo del Gran Sello de los Estados Unidos y otros temas esotéricos.
Fue un autor prolífico, que escribió más de 180 libros y artículos, incluida una enorme serie de 26 volúmenes titulada "Nuestra raza" en defensa del israelismo británico, y sus escritos continúan ejerciendo influencia en algunos círculos sionistas cristianos. Las obras de Totten fueron leídas y aceptadas por Mary Baker Eddy, fundadora de la Iglesia de la Ciencia Cristiana.
Como miembro activo del Instituto Internacional para la Conservación y el Perfeccionamiento de Pesos y Medidas (anglosajones), Totten escribió su tema principal, "A Pint's a Pound the World Around", en 1883, que incluía estas líneas:

Nos piden que cambiemos los antiguos "nombres".

Las "estaciones" y los "tiempos";

Y para que nuestras medidas vayan al exterior

A climas extraños y lejanos.

Pero nos atenemos a las cosas claras

Y aferrarse a las cosas de antaño.

Porque la raza anglosajona gobernará

La tierra de orilla a orilla.

Luego, hacia abajo con cada esquema "métrico"

Impartido por la escuela extranjera.

¡Seguiremos adorando al Dios de nuestro Padre!

¡Y guarda la "regla" de nuestro Padre!

Una pulgada perfecta. una pinta perfecta.

La libra honesta del anglo.

Mantendrán su lugar sobre la tierra.

¡Hasta que suene la última trompeta del Tiempo!

CORO:

Luego, ensancha el coro con entusiasmo.

Que cada sajón cante:

"Una pinta es una libra en todo el mundo".

Hasta que suene toda la tierra.

"Una pinta es una libra en todo el mundo"

Para ricos y pobres lo mismo;

Solo mide y un peso perfecto

¡Llamados por su antiguo nombre!

En la segunda convención de la Federación Anglosajona de América en 1931, Howard Benjamin Rand anunció que la federación había adquirido los libros no vendidos de Totten junto con cortes y planchas de impresión de Totten Memorial Trust. Rand utilizó la federación para seguir publicando el trabajo de Totten.

## Trabajos
- Leyes del atletismo y reglas generales
- El evangelio de la historia: una armonía entrelazada de Mateo, Marcos, Lucas y Juan, con sus colaterales, re-traducida conjunta y solidariamente y consolidada palabra por palabra en una verdad compuesta
- El largo día de Josué y el dial de Acaz, una reivindicación científica y "un grito de medianoche" (1890)
- El sello de la historia: nuestra herencia en el gran sello de "Manasseh", los Estados Unidos de América: su historia y heráldica; y su significado para "el gran pueblo" así sellado (1897)
- Una pregunta importante en metrología: basada en descubrimientos recientes y originales: un desafío al "sistema métrico". y una palabra seria con los pueblos de habla inglesa sobre sus antiguos pesos y medidas (1884)
- El romance de la historia: el Israel perdido encontrado; O, la peregrinación de Jeshurun hacia Ammi, desde Lo-Ammi
- El enigma de la historia, un itinerario cronológico a través del período de los jueces: junto con otras excursiones bíblico-literarias (1892)